# Ancistrocerus cupreipennis
Ancistrocerus cupreipennis är en stekelart som först beskrevs av Charles Thomas Bingham.  Ancistrocerus cupreipennis ingår i släktet murargetingar, och familjen Eumenidae. Inga underarter finns listade i Catalogue of Life.